# Marseilles, Illinois
Marseilles är en stad (city) i LaSalle County, i delstaten Illinois, USA. Enligt United States Census Bureau har staden en folkmängd på 5 099 invånare (2011) och en landarea på 22,6 km².